# Mniszki Małołąckie
Mniszki Małołąckie – cztery turniczki w grupie Mnichowych Turni w Dolinie Małej Łąki w polskich Tatrach Zachodnich. Znajdują się w północnej odnodze Mnichowej Grani, pomiędzy Mnichowym Przechodem (ok. 1590 m) a Dziadkiem (ok. 1665 m). Na północną stronę (do żlebu spod Kondrackiej Przełęczy) opadają stromymi ścianami, najwyższa z nich ma wysokość około 70 m. Od tej strony jedyne łatwe wyjście prowadzi na Mnichowy Przechód (od wschodu, poza pierwszą turniczką). Pierwsza turniczka na północną stronę tworzy odnogę, w której jest druga, niższa turniczka, a z przełączki między nimi na wschodnią stronę opada krótki i stromy żlebek, od dołu zakończony trawiastym stokiem. Południowe, opadające do Żlebu Poszukiwaczy Jaskiń skalisto-trawiaste stoki Mniszków są łagodniejsze. Od tej strony na wszystkie przełączki między turniczkami można łatwo wyjść (z wyjątkiem przełączki między czwartą turniczką i Dziadkiem). Przejście granią przez wszystkie turniczki jest dość trudne. Zazwyczaj taternicy obchodzili te turniczki po południowej stronie. Pierwsze przejście grani turniczek: Jacek Bilski i Władysław Cywiński 11 maja 1992 (podczas przejścia Mnichową Granią na Dziadka).

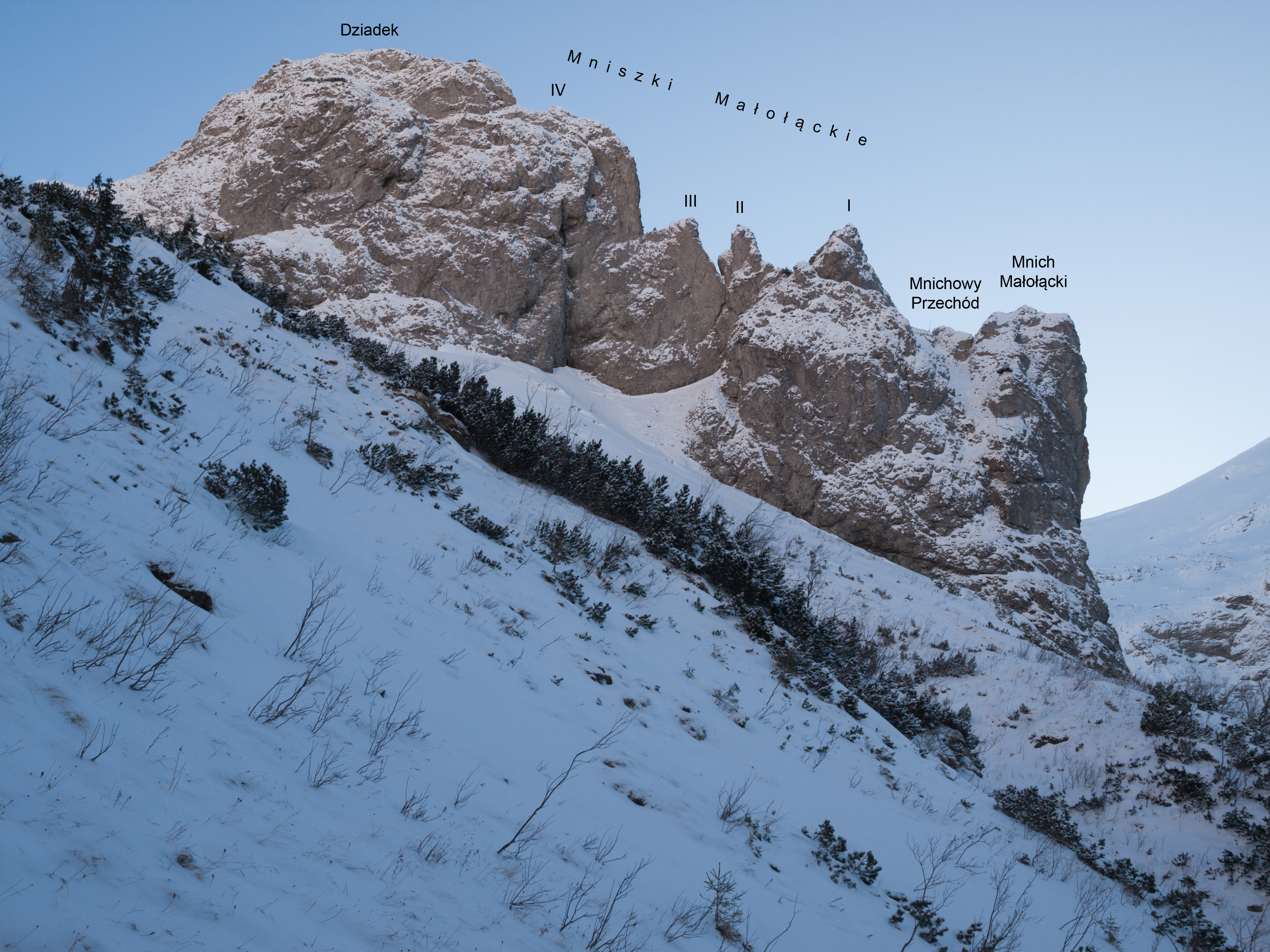
Widok od północy, ze żlebu Kondrackiej Przełęczy